# Zwartkapsaterhoen
Het zwartkapsaterhoen of de westelijke tragopan (wetenschappelijke naam: Tragopan melanocephalus) is een fazantachtige hoendervogel uit het zuiden van Azië. De vogel werd in 1829 door John Edward Gray geldig beschreven als Phasianus melanocephalus. Het is een kwetsbare vogelsoort uit het himalayagebied.

## Kenmerken

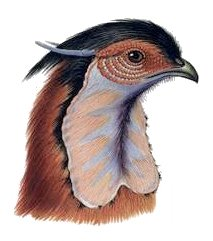
Kop van het mannetje van het zwartkapsaterhoen.

Het mannetje (de haan) van het zwartkapsaterhoen kan ongeveer 69 tot 73 cm lang worden, het vrouwtje (de hen) blijft met gemiddeld 60 cm iets kleiner. De mannetjes wegen tussen de 1,8 en 2,2 kg, de vrouwtjes tussen de 1,2 en 1,4 kg.
Zoals bij vele fazantensoorten verschillen bij het zwartkapsaterhoen het mannetje en vrouwtje sterk van elkaar. De hanen (mannetjes) zijn bont gekleurd. De nek is kastanjebruin, de borst oranje tot goudkleurig. De kop heeft een zwarte bovenzijde, uitlopend in een klein kuifje, en een kale voorzijde, waar de huid blauw tot vaal grijs van kleur is, rond de ogen wordt de huid rood. Achter de ogen bevinden zich twee lichtgekleurde, kegelvormige, vlezige uitsteeksels, die door middel van zwellichaampjes opgezet kunnen worden. Ook de blauwig gekleurde huid onder de snavel kan opgezet worden. De romp is bedekt met zwarte veren bedekt met ronde, witte vlekken, die omringd zijn met diep karmijnrode halo's. Het uiteinde van de staart is zwart van kleur. De mannetjes hebben ook korte sporen aan de poten.
Het vrouwtje is vrijwel helemaal bedekt met bruine veren met zwarte vlekken en witte strepen. De onderzijde is iets lichter van kleur en rond de hals bevindt zich een rossiger bruin gekleurde band. De iris van de ogen is bij beide geslachten donkerbruin.

## Verspreiding en habitat
Het zwartkapsaterhoen komt alleen voor in het noordwesten van de Himalaya, van het noorden van Pakistan over Kasjmir tot in Garhwal in het oosten. Er leven populaties op de hellingen van Kohistan, de Kasjmirvallei, de Chambavallei, de Kulluvallei en de Bhillingvallei. Het verspreidingsgebied loopt over de Grote Himalaya tot in Ladakh en het zuidwesten van Tibet. Oorspronkelijk kwam de soort ook verder naar het oosten in de Himalaya voor, maar daar is ze tegenwoordig verdwenen.
De vogels scharrelen het liefst in de dichte ondergroei van naaldbos of gemengd bos in de gematigde of subalpiene zones, tussen de 1700 en 3600 m hoogte. Natuurlijk bos waarin de boom Quercus baloot voorkomt heeft de voorkeur. In de winter dalen de vogels af tot rond de 1300 m.

## Levenswijze
Het zwartkapsaterhoen is een zeer schuwe vogel. Het slaapt en rust in de bomen, maar foerageert op de grond. Het foerageren gebeurt gewoonlijk in de vroege morgen en late avond. Het dieet bestaat uit bladeren, twijgjes, zaden en soms insecten of andere kleine ongewervelde dieren. Gewoonlijk leven de dieren solitair of in paartjes. Een uitzondering daarop vormen oudervogels met onvolwassen vogels.
Over de voortplanting is weinig bekend. Vermoed wordt dat de soort monogaam is. Het broedseizoen is van mei tot juni. Per nest worden twee tot zes eieren gelegd. De nesten bevinden zich ofwel op de grond, verstopt onder struikgewas, ofwel in holtes in bomen. Een enkele maal wordt een door een andere vogelsoort verlaten nest betrokken.

## Status
Vanwege het kleine verspreidingsgebied wordt het zwartkapsaterhoen als de meest zeldzame fazantensoort gezien. De grootte van de populatie werd in 2017 door BirdLife International geschat op 3300 individuen en de populatie-aantallen nemen af door habitatverlies. Het leefgebied wordt aangetast door aantasting en versnippering van natuurlijk bos dat wordt gebruikt voor zelfvoorzieningslandbouw, beweiding, verzamelen van brandhout.ing en door stroperij. Om deze redenen staat deze soort als kwetsbaar op de Rode Lijst van de IUCN.